# Coppa Italia 2023-2024 (calcio femminile)
L'edizione 2023-2024 è stata la cinquantaduesima della storia della Coppa Italia di calcio femminile. La competizione è iniziata il 3 settembre 2023 e si è conclusa il 24 maggio 2024. Il torneo è stato vinto dalla Roma per la seconda volta nella sua storia, dopo aver sconfitto in finale la Fiorentina dopo i tiri di rigore.

## Squadre partecipanti
Partecipano alla competizione 26 squadre: le 10 di Serie A e le 16 di Serie B. 
La graduatoria è composta indicando la vincitrice dell'edizione precedente al primo posto, quindi, a seconda della posizione nella classifica finale del campionato nella stagione precedente, prima le squadre di Serie A, poi quelle di serie B.
| Squadre    | Rank    |
| Serie A    | Serie A |
| ---------- | ------- |
| Juventus   | 1       |
| Roma       | 2       |
| Milan      | 3       |
| Fiorentina | 4       |
| Inter      | 5       |
| Sassuolo   | 6       |
| Como       | 7       |
| Sampdoria  | 8       |

| Squadre         | Rank    |
| Serie A         | Serie A |
| --------------- | ------- |
| Pomigliano      | 9       |
| Napoli          | 10      |
| Serie B         |         |
| Parma           | 11      |
| Lazio           | 12      |
| Ternana         | 13      |
| Verona          | 14      |
| Cesena          | 15      |
| ChievoVerona FM | 16      |
| Brescia         | 17      |
| Ravenna         | 18      |
| San Marino      | 19      |
| Genoa           | 20      |
| Arezzo          | 21      |
| Bologna         | 22      |

| Squadre       | Rank    |
| Serie B       | Serie B |
| ------------- | ------- |
| Res Roma      | 23      |
| Academy Pavia | 24      |
| Tavagnacco    | 25      |
| Freedom       | 26      |

## Date
Le date della manifestazione, eccetto quella della finale, sono state comunicate assieme al tabellone principale.
| Fase                        | Turno                | Data                             |                                  |
| --------------------------- | -------------------- | -------------------------------- | -------------------------------- |
| Turno preliminare           | Turno preliminare    | 3 settembre 2023                 | 3 settembre 2023                 |
| Fase a eliminazione diretta | Sedicesimi di finale | 10 settembre 2023                | 10 settembre 2023                |
| Fase a eliminazione diretta | Ottavi di finale     | 11-12 ottobre 2023               | 11-12 ottobre 2023               |
| Fase a eliminazione diretta | Quarti di finale     | 16-17 gennaio, 6-7 febbraio 2024 | 16-17 gennaio, 6-7 febbraio 2024 |
| Fase a eliminazione diretta | Semifinali           | 2-3, 9-10 marzo 2024             | 2-3, 9-10 marzo 2024             |
| Fase a eliminazione diretta | Finale               | 24 maggio 2024                   | 24 maggio 2024                   |

## Formula
Alla competizione prendono parte le 10 squadre partecipanti alla Serie A e le 16 squadre partecipanti alla Serie B. Diversamente dalle due edizioni precedenti, la formula è stata modificata, prevedendo una fase a eliminazione diretta senza la disputa di gironi eliminatori. La prima fase è un turno preliminare che coinvolge le ultime quattro squadre della graduatoria, la seconda è caratterizzata da una fase a eliminazione diretta alla quale prendono parte le due vincitrici del turno preliminare e le 22 squadre rimanenti: le prime otto squadre in graduatoria entrano a partire dagli ottavi di finale, mentre tutte le altre dai sedicesimi di finale. Il turno preliminare, i sedicesimi e gli ottavi si giocano in gare di sola andata, mentre i quarti di finale si disputano su gare di andata e ritorno, come le semifinali, mentre la finale si disputa su gara unica in campo neutro.

## Turno preliminare
Al turno preliminare prendono parte le ultime quattro squadre della graduatoria, ossia la Res Roma e l'Academy Pavia, neopromosse in Serie B, e il Tavagnacco e la Freedom, ripescate in Serie B.
| Squadra 1        | Risultato | Squadra 2  |
| ---------------- | --------- | ---------- |
| 3 settembre 2023 |           |            |
| Res Roma         | 2 - 0     | Freedom    |
| Academy Pavia    | 3 - 1     | Tavagnacco |

| Arbitro: | Iheukwumere (L'Aquila) |

|                           |           |  |
| Naydenova 90’ Nagni 90+5’ | Marcatori |  |

| Arbitro: | Zantedeschi (Verona) |

|                                |           |             |
| Cavallin 72’ Codeca 89’, 90+3’ | Marcatori | 70’ Desiati |

## Fase a eliminazione diretta

### Sedicesimi di finale
Ai sedicesimi di finale accedono le 2 vincitrici del turno preliminare e le squadre dal nono al ventiduesimo posto in graduatoria. Si svolgono ad eliminazione diretta in gare di sola andata.
| Squadra 1            | Risultato | Squadra 2       |
| -------------------- | --------- | --------------- |
| 10-11 settembre 2023 |           |                 |
| Brescia              | 0 - 1     | ChievoVerona FM |
| Academy Pavia        | 0 - 6     | Pomigliano      |
| Arezzo               | 1 - 2     | Lazio           |
| Genoa                | 0 - 5     | Ternana         |
| San Marino           | 0 - 1     | Verona          |
| Bologna              | 2 - 4     | Parma           |
| Res Roma             | 0 - 2     | Napoli          |
| Ravenna              | 0 - 2     | Cesena          |

| Arbitro: | El Amil (Nichelino) |

|  |           |                                                                |
|  | Marcatori | 10’ Massimino 17’ Petrara 26’ Pirone 42’ Fusar Poli 70’ Labate |

| Arbitro: | Gallo (Bologna) |

|  |           |                |
|  | Marcatori | 5’ Micciarelli |

| Arbitro: | Capoccia (Perugia) |

|          |           |                          |
| Zito 37’ | Marcatori | 9’ Moraca 28’ Popadinova |

| Arbitro: | Ubaldi (Fermo) |

|  |           |             |
|  | Marcatori | 41’ Rognoni |

| Arbitro: | Casali (Crema) |

|                          |           |                                              |
| Gelmetti 24’ (rig.), 43’ | Marcatori | 60’, 90’ Spyridonidou 76’ Gago 82’ Distefano |

| Arbitro: | Gallorini (Arezzo) |

|  |           |                           |
|  | Marcatori | 80’, 90+5’ (rig.) Banusic |

| Arbitro: | Cipriano (Torino) |

|  |           |                                                 |
|  | Marcatori | Domi Battistini Caiazzo Martínez Manca Ferrario |

| Arbitro: | Scuderi (Verona) |

|  |           |                 |
|  | Marcatori | 65’, 83’ Jansen |

### Ottavi di finale
Agli ottavi di finale hanno avuto accesso le 8 vincitrici dei sedicesimi di finale e le squadre dal primo all'ottavo posto in graduatoria. Si svolgono ad eliminazione diretta in gare di sola andata.
| Squadra 1          | Risultato | Squadra 2  |
| ------------------ | --------- | ---------- |
| 11-12 ottobre 2023 |           |            |
| ChievoVerona FM    | 0 - 6     | Juventus   |
| Pomigliano         | 0 - 1     | Sampdoria  |
| Lazio              | 0 - 2     | Inter      |
| Ternana            | 1 - 2     | Fiorentina |
| Verona             | 2 - 7     | Milan      |
| Parma              | 0 - 1     | Sassuolo   |
| Napoli             | 6 - 3     | Como       |
| Cesena             | 0 - 6     | Roma       |

| Arbitro: | Migliorini (Verona) |

|  |           |                      |
|  | Marcatori | 90+1’ (rig.) Santoro |

| Arbitro: | Tropiano (Bari) |

|  |           |             |
|  | Marcatori | 6’ Oliviero |

| Arbitro: | Aldi (Lanciano) |

|                                                                                |           |                                                        |
| Lázaro 30’ Chmielinski 45’ Banusic 60’ (rig.), 79’ del Estal 72’ Corelli 90+1’ | Marcatori | 7’ Arcangeli 18’ (rig.) Martinovic 68’ (rig.) Sevenius |

| Arbitro: | Caruso (Viterbo) |

|                   |           |                           |
| Labate 84’ (rig.) | Marcatori | 10’ Hammarlund 62’ Catena |

| Arbitro: | Muccignato (Pordenone) |

|                      |           |                                                                          |
| Pasini 27’ Ledri 49’ | Marcatori | 17’, 25’, 52’ Grimshaw 43’ (rig.), 63’ Laurent 47’ Fusetti 87’ Jonušaitė |

| Arbitro: | Bianchi (Prato) |

|  |           |                          |
|  | Marcatori | 36’ Jelčić 78’ Cambiaghi |

| Arbitro: | Pizzi (Bergamo) |

|  |           |                                                                    |
|  | Marcatori | 3’ Beerensteyn 6’ Nyström 29’, 71’ Thomas 76’ Garbino 85’ Bonansea |

| Arbitro: | Dorillo (Torino) |

|  |           |                                                              |
|  | Marcatori | 27’ Minami 36’, 58’, 90’ Kramžar 40’ Glionna 55’ Feiersinger |

### Quarti di finale
Ai quarti di finale hanno avuto accesso le 8 vincitrici degli ottavi di finale. Si sono svolti ad eliminazione diretta in gare di andata e ritorno.
| Squadra 1                           | Totale          | Squadra 2  | Andata | Ritorno     |
| ----------------------------------- | --------------- | ---------- | ------ | ----------- |
| 16-17-18 gennaio, 6-7 febbraio 2024 |                 |            |        |             |
| Sampdoria                           | 0 - 5           | Juventus   | 0 - 4  | 0 - 1       |
| Inter                               | 3 - 3 (2-4 dtr) | Fiorentina | 2 - 2  | 1 - 1 (dts) |
| Sassuolo                            | 0 - 6           | Milan      | 0 - 3  | 0 - 3       |
| Napoli                              | 2 - 3           | Roma       | 2 - 0  | 0 - 3       |

#### Andata
| Arbitro: | Di Cicco (Lanciano) |

|                                      |           |  |
| Chmielinski 36’ (rig.) Kobayashi 80’ | Marcatori |  |

| Arbitro: | Delrio (Reggio Emilia) |

|                         |           |                           |
| Cambiaghi 42’ Polli 66’ | Marcatori | 3’ Longo 29’ (aut.) Bowen |

| Arbitro: | Giaccaglia (Jesi) |

|  |           |                                           |
|  | Marcatori | 40’, 62’ Bonansea 59’ Girelli 66’ Garbino |

| Arbitro: | Sfira (Pordenone) |

|  |           |                      |
|  | Marcatori | 2’, 26’, 79’ Dubcová |

#### Ritorno
| Arbitro: | Di Francesco (Ostia Lido) |

|                                 |                      |                                   |
| Hammarlund 110’                 | Marcatori            | 103’ Cambiaghi                    |
| Boquete Toniolo Parisi Bellucci | Tiri di rigore 4 – 2 | Polli Milinković Thøgersen Jelčić |

| Arbitro: | Lovison (Padova) |

|                                     |           |  |
| Grimshaw 4’ Dompig 15’ Stašková 78’ | Marcatori |  |

| Arbitro: | Cavaliere (Paola) |

|                                  |           |  |
| Haavi 14’ Linari 33’ Kramžar 84’ | Marcatori |  |

| Arbitro: | Diop (Treviglio) |

|             |           |  |
| Girelli 19’ | Marcatori |  |

### Semifinali
Alle semifinali hanno avuto accesso le 4 vincitrici dei quarti di finale. Si sono svolte ad eliminazione diretta in gare di andata e ritorno.
| Squadra 1          | Totale | Squadra 2 | Andata | Ritorno |
| ------------------ | ------ | --------- | ------ | ------- |
| 3, 9-10 marzo 2024 |        |           |        |         |
| Fiorentina         | 4 - 1  | Juventus  | 1 - 0  | 3 - 1   |
| Milan              | 2 - 7  | Roma      | 0 - 2  | 2 - 5   |

#### Andata
| Arbitro: | Mirabella (Napoli) |

|  |           |                         |
|  | Marcatori | 83’ Haavi 90+1’ Pilgrim |

| Arbitro: | Ubaldi (Roma 1) |

|            |           |  |
| Catena 65’ | Marcatori |  |

#### Ritorno
| Arbitro: | Grasso (Ariano Irpino) |

|                |           |                                   |
| Bragonzi 45+2’ | Marcatori | 4’, 50’ Janogy 23’ (rig.) Boquete |

| Arbitro: | Madonia (Palermo) |

|                                                                       |           |                      |
| Haavi 8’ Di Guglielmo 31’ Giugliano 65’ Viens 90+2’ Feiersinger 90+4’ | Marcatori | 80’ Ijeh 85’ Laurent |

### Finale
| Arbitro: | Marotta (Sapri) |

|                                                           |                      |                                      |
| Giacinti 20’ Minami 76’ Viens 90’                         | Marcatori            | 11’ Hammarlund 48’, 72’ Janogy       |
| Giugliano Linari Sønstevold Valdezate Troelsgaard Nielsen | Tiri di rigore 4 – 3 | Agard Cinotti Boquete Longo Severini |

| Roma | Fiorentina |

| P                 | 12 | Camelia Ceasar       |     |       |
| D                 | 3  | Lucia Di Guglielmo   | 58’ | 62’   |
| D                 | 32 | Elena Linari         | 51’ |       |
| D                 | 2  | Moeka Minami         |     |       |
| D                 | 13 | Elisa Bartoli        |     | 105’  |
| C                 | 20 | Giada Greggi         |     | 60’   |
| C                 | 8  | Saki Kumagai         | 65’ | 73’   |
| C                 | 10 | Manuela Giugliano    |     |       |
| A                 | 7  | Evelyne Viens        |     |       |
| A                 | 9  | Valentina Giacinti   |     | 60’   |
| A                 | 11 | Emilie Haavi         |     | 105’  |
| A disposizione:   |    |                      |     |       |
| P                 | 1  | Tinja-Riikka Korpela |     |       |
| D                 | 6  | Giulia Dragoni       |     | 105’  |
| D                 | 22 | Anja Sønstevold      |     | 62’   |
| C                 | 21 | Martina Tomaselli    |     |       |
| C                 | 23 | Laura Feiersinger    |     | 105’  |
| A                 | 17 | Alayah Pilgrim       |     | 60’   |
| A                 | 18 | Benedetta Glionna    |     | 73’   |
| A                 | 33 | Zara Kramžar         |     |       |
| A                 | 51 | Sanne Troelsgaard    | 60’ | 90+2’ |
| Allenatore:       |    |                      |     |       |
| Alessandro Spugna |    |                      |     |       |

| P                      | 24 | Rachele Baldi           |     |        |
| D                      | 44 | Emma Færge              |     |        |
| D                      | 23 | Marina Georgieva        |     |        |
| D                      | 34 | Laura Agard             |     |        |
| D                      | 14 | Martina Toniolo         |     | 80’    |
| C                      | 18 | Alexandra Jóhannsdóttir | 31’ | 120+2’ |
| C                      | 21 | Emma Severini           |     | 90+2’  |
| C                      | 10 | Michela Catena          |     |        |
| A                      | 17 | Madelen Janogy          |     | 80’    |
| A                      | 87 | Verónica Boquete        |     |        |
| A                      | 9  | Pauline Hammarlund      |     |        |
| A disposizione:        |    |                         |     |        |
| P                      | 1  | Katja Schroffenegger    |     |        |
| D                      | 3  | Giorgia Spinelli        |     |        |
| D                      | 16 | Kaja Eržen              |     | 80’    |
| D                      | 27 | Linda Tucceri Cimini    |     |        |
| C                      | 4  | Norma Cinotti           |     | 120+2’ |
| C                      | 8  | Alice Parisi            |     |        |
| C                      | 20 | Milica Mijatović        |     |        |
| A                      | 7  | Miriam Longo            |     | 80’    |
| A                      | 22 | Karin Lundin            |     | 105’   |
| Allenatore:            |    |                         |     |        |
| Sebastiàn De La Fuente |    |                         |     |        |

| Assistenti arbitrali: Stefania Signorelli (Paola) Doriana Lo Calio (Seregno) Quarto ufficiale: Silvia Gasperotti (Rovereto) | Regole dell'incontro: - due tempi regolamentari da 45 minuti ciascuno; - due tempi supplementari da 15 minuti ciascuno in caso di parità; - tiri di rigore in caso di ulteriore parità; inizialmente cinque per squadra, e a oltranza fino a spareggio in caso di ulteriore parità; - cinque sostituzioni permesse nei tempi regolamentari; una sesta permessa nei tempi supplementari. |

## Statistiche

### Classifica marcatrici
| Gol | Rigori |  | Giocatore        | Squadra    |
| --- | ------ |  | ---------------- | ---------- |
| 4   | 2      |  | Marija Banusic   | Napoli     |
| 4   |        |  | Christy Grimshaw | Milan      |
| 4   |        |  | Zara Kramžar     | Roma       |
| 4   |        |  | Madelen Janogy   | Fiorentina |